# Sela pri Volčah
Sela pri Volčah – wieś w Słowenii, w gminie Tolmin. W 2018 roku liczyła 68 mieszkańców.